# Neugeborenes

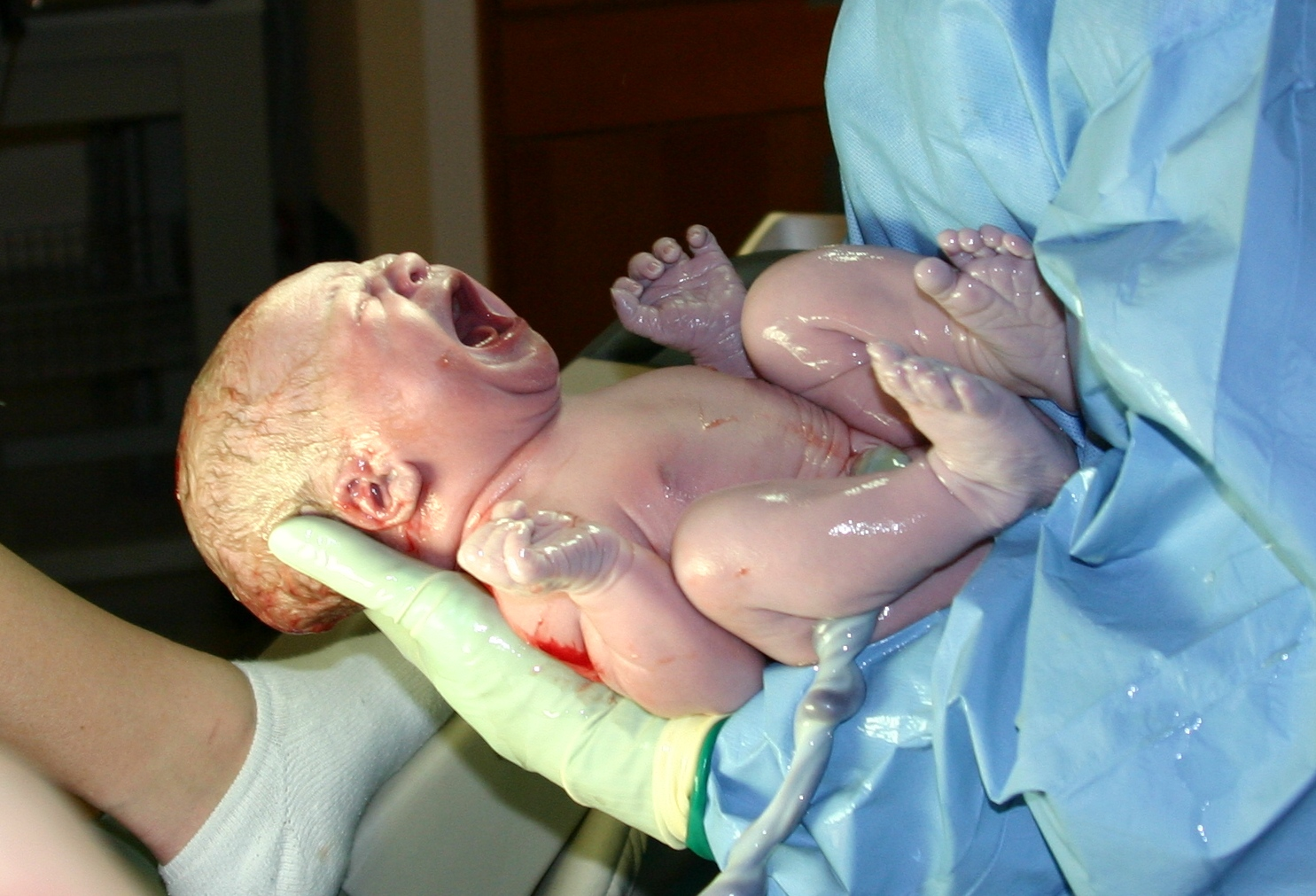
Neugeborenes in Henkelstellung

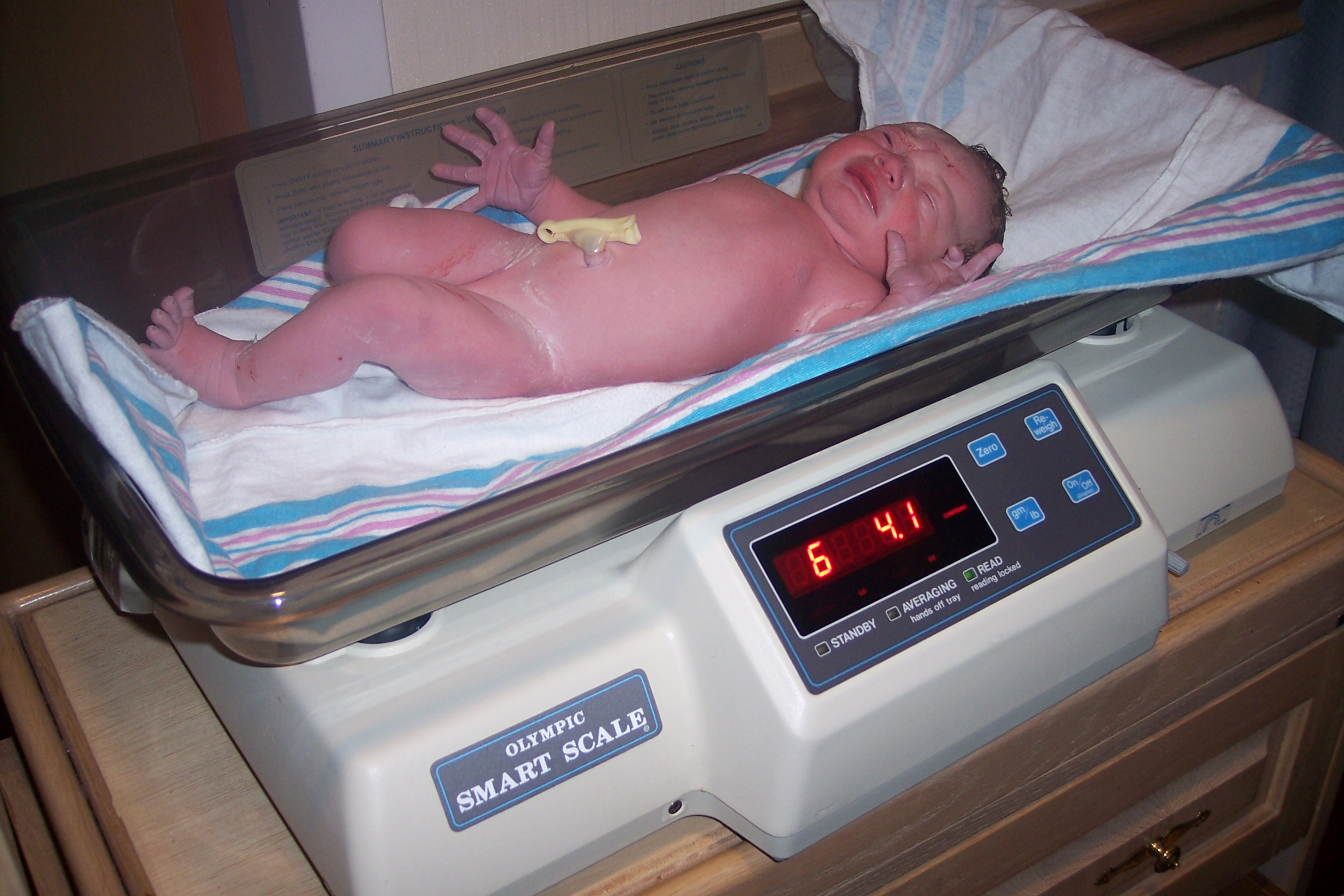
Neugeborenes auf einer Babywaage

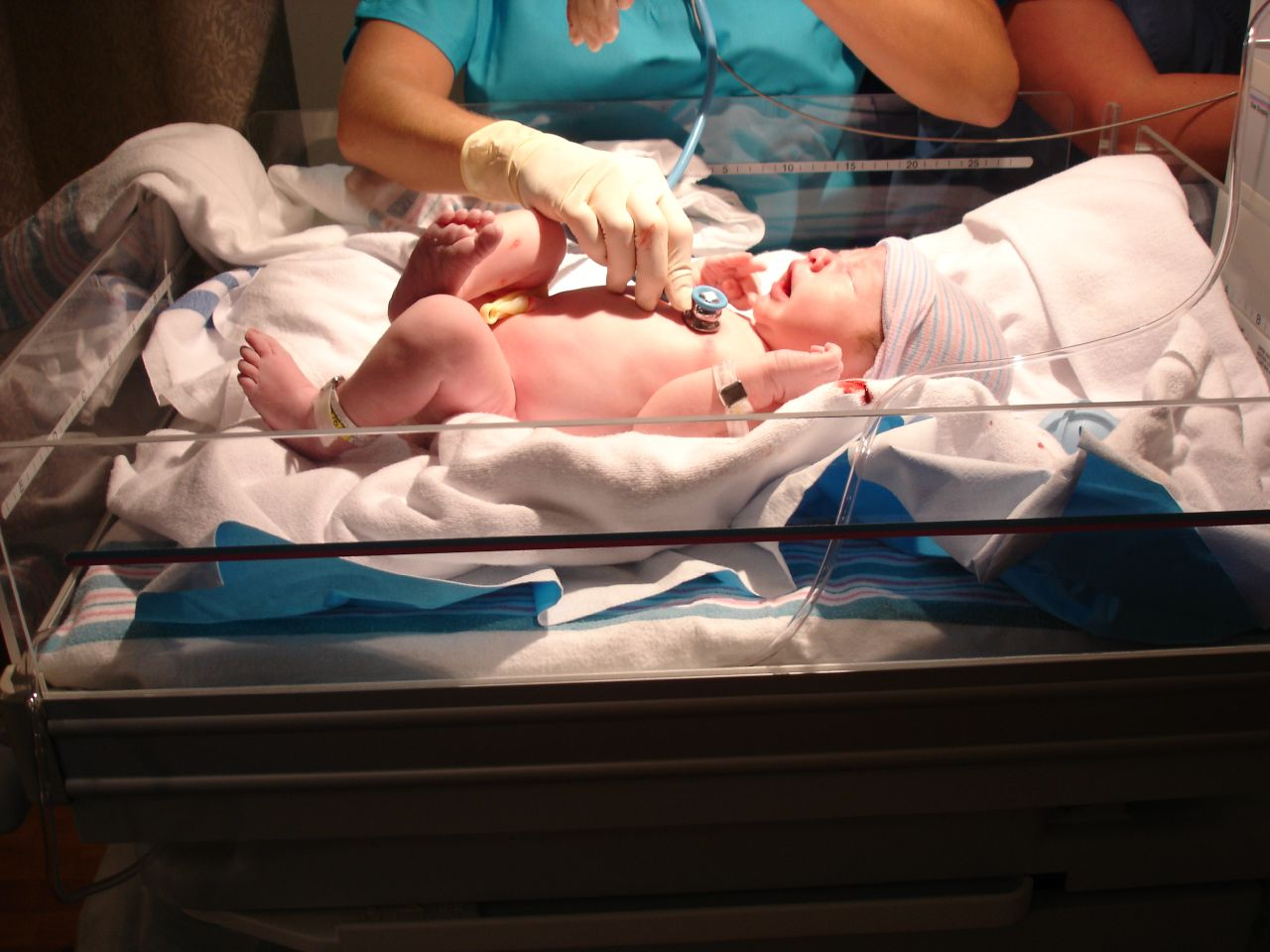
Untersuchung eines Neugeborenen mit Mütze als Schutz vor Wärmeverlust

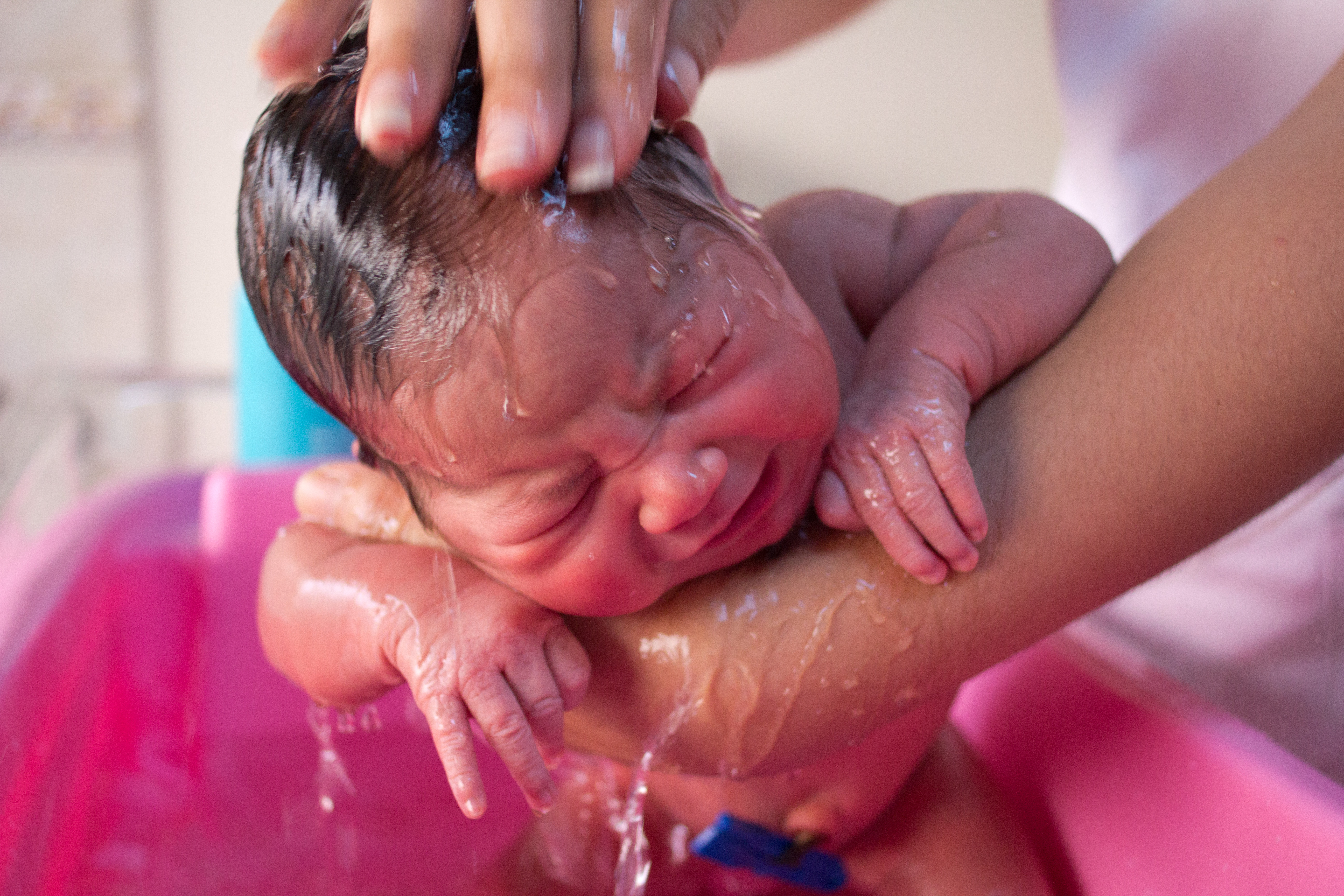
Zum Baden wird das Neugeborene mit dem Oberkörper nach vorne geneigt auf die Hand gelegt und mit derselben Hand am Schultergelenk gehalten, damit es nicht abrutschen kann.

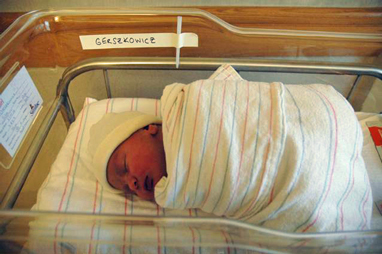
Im Bett auf der Entbindungsstation

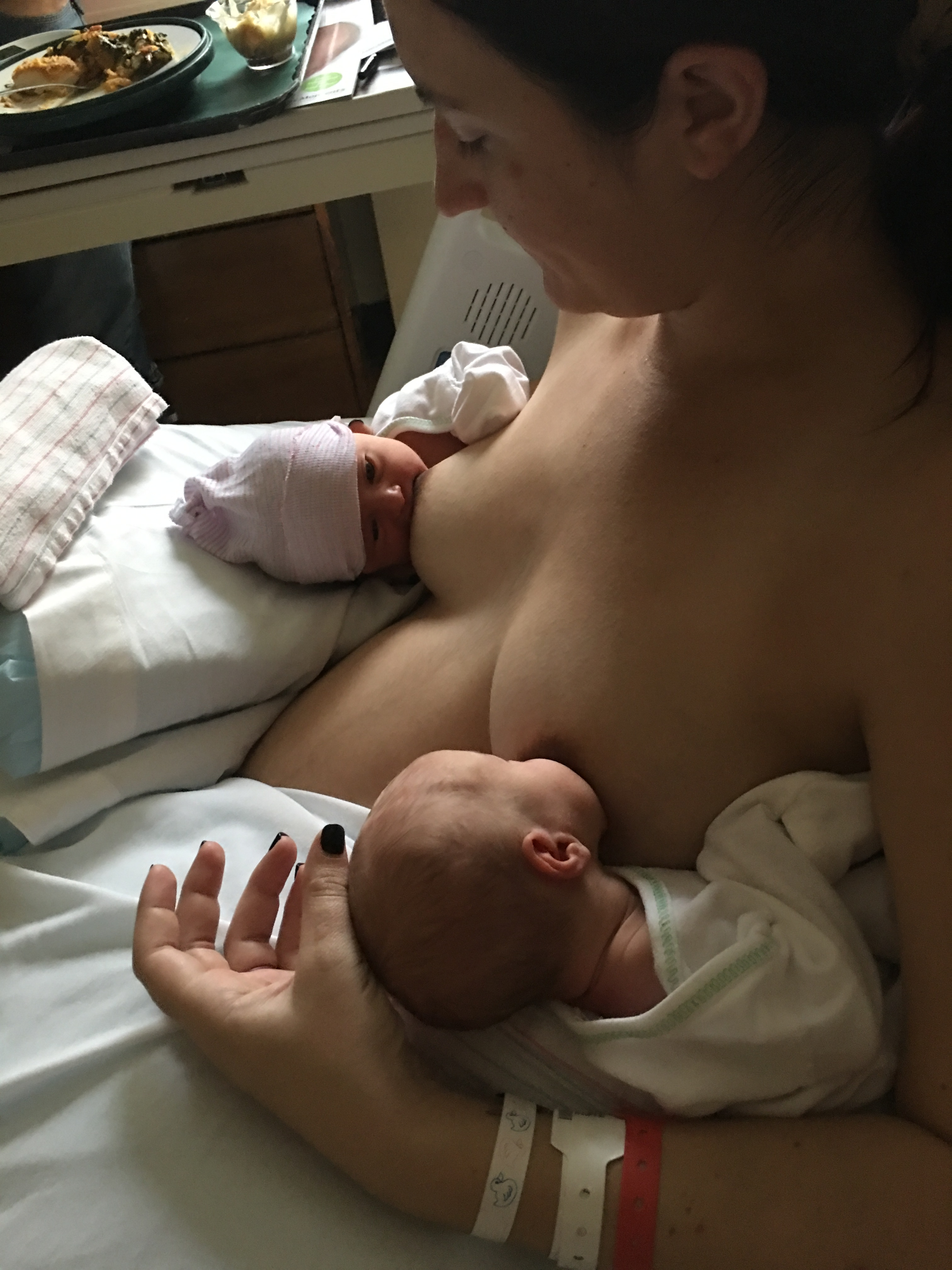
Neugeborene Zwillinge beim Stillen in einer Entbindungsstation

Als Neugeborenes bezeichnet man ein Kind nach der Geburt bis zum Alter von vier Wochen. Die Bezeichnung Säugling wird hingegen für das gesamte erste Lebensjahr genutzt.

## Entwicklungsstand
Bei der Geburt beträgt das mediane Gewicht von Mädchen 3,2 kg (5-%-Perzentile: 2,5 kg 95-%-Perzentile: 4,0 kg), das von Jungen 3,3 kg (5-%-Perzentile: 2,6 kg 95-%-Perzentile: 4,1 kg). Das Gewicht der Kinder von Mehrgebärenden ist um durchschnittlich etwa 85 bis 140 Gramm höher als das der Kinder von Erstgebärenden (Stand: ca. 1902). Die Geburtslänge von neugeborenen Mädchen beträgt 49,1 cm vom Scheitel bis zur Ferse (5-%-Perzentile: 46,1 cm 95-%-Perzentile: 52,2 cm), die von neugeborenen Jungen 49,9 cm (5-%-Perzentile: 46,2 cm 95-%-Perzentile: 53,0 cm).
Man unterscheidet historisch bedingt
- Frühgeborene (auch: Frühchen) mit einer Schwangerschaftsdauer von weniger als 37 abgeschlossenen Wochen,
- Reifgeborene mit mehr als 37, aber weniger als 42 abgeschlossenen Wochen Schwangerschaftsdauer,
- Übertragene Neugeborene mit mehr als 42 abgeschlossenen Wochen Schwangerschaftsdauer.

Die Angabe der abgeschlossenen Schwangerschaftswochen zusammen mit dem Geburtsgewicht erlaubt bei den heutigen Möglichkeiten der Neonatologie eine Aussage über die mögliche Morbidität oder Mortalität.
Nach der Geburt müssen zur Vermeidung eines Sauerstoffmangels sich zunächst die Lungen des Neugeborenen entfalten und eine ausreichende Wärmezufuhr gewährleistet sein. Danach ist anhand des Aussehens der Haut des Neugeborenen eine Aussage über die Reife möglich, auch wenn eine Berechnung der Schwangerschaftswoche nicht möglich war. Zu früh geborene Kinder sind noch mit der sogenannten Käseschmiere (vernix caseosa) überzogen, die etwa ab der 27. Schwangerschaftswoche gebildet wird, etwa in der 36. Woche ihren Höchststand hat und etwa in der 40. Woche meist komplett verschwindet. Übertragene Kinder haben wegen der nun fehlenden Vernix eine meist trockene und rissige Haut, was auch als Waschfrauenhände bezeichnet wird.
Adolf Portmann bezeichnet den Entwicklungsgrad auch des geburtsreifen menschlichen Neugeborenen als „physiologische Frühgeburt“ im Vergleich zu den Neugeborenen anderer Primaten.

## Thermoregulation
Neugeborene, insbesondere Frühgeborene und Säuglinge mit niedrigem Geburtsgewicht (LBW), haben in den ersten Lebenswochen eine begrenzte Kapazität zur Wärmeregulation (Thermoregulation). Ein Neugeborenes, das bei der Geburt nackt in einer Umgebung von 23 °C platziert wird, erleidet die gleiche Kälte wie ein nackter Erwachsener bei 0 °C. Ohne Wärmeschutz sind menschliche Neugeborene funktionell poikilotherm, d. h. sie ändern ihre Körpertemperatur entsprechend den Umgebungstemperaturen. Ein angemessener Wärmeschutz verhindert Auskühlen (Hypothermie) und verringert die damit verbundene Morbidität und Säuglingssterblichkeit. Die neonatale Thermoregulation ist eine kritische Funktion für das Überleben von Neugeborenen, die im Hypothalamus reguliert und durch endokrine Wege vermittelt wird. Hypothermie aktiviert den zellulären Stoffwechsel durch Schüttelfrost und Thermogenese ohne Schüttelfrost. 
Bei Neugeborenen ist der optimale Temperaturbereich eng. Die thermoregulatorischen Mechanismen werden leicht überwältigt. Überwärmung (Hyperthermie) ist am häufigsten mit Dehydratation und möglicherweise Sepsis verbunden. Das Fehlen eines thermischen Schutzes führt sofort zu einer Hypothermie, die mit schädlichen metabolischen und anderen pathophysiologischen Prozessen verbunden ist. Daher hat in Umgebungen mit begrenzten Ressourcen für äußeren Wärmeschutz der Körperkontakt mit der Mutter besondere Bedeutung.
Eine Studie, in der 104 Neugeborene untersucht wurden, die nicht unter einer Wärmelampe lagen, zeigte, dass das Anlegen einer Mütze, während sie nackt waren, Einfluss auf die Geschwindigkeit des Rückgangs der Rektaltemperatur während der ersten 30 Minuten hatte. Daher ist diese Maßnahme geeignet, den Wärmeverlust zu minimieren, insbesondere bei kleinen Säuglingen, die bei der Geburt, während chirurgischer Eingriffe und bei Untersuchungen länger der Raumtemperatur exponiert sind.

## Rechtliche Situation
Bereits das ungeborene Leben wird in vielen Rechtsordnungen geschützt. So ist z. B. in Deutschland eine Abtreibung (Schwangerschaftsabbruch) nur bis zum Ende der 12. Woche nach der Empfängnis und i. d. R. nur nach vorherigem Beratungsgespräch straffrei. Ein zu einem späteren Zeitpunkt erfolgender Schwangerschaftsabbruch verstößt grundsätzlich gegen § 218 StGB, der somit das Leben des Ungeborenen schützen soll. Ab der Geburt gelten für Neugeborene in den meisten Staaten bzw. Kulturen der Welt die Menschenrechte.
Gelegentlich wird diskutiert, Neugeborenen mit Behinderung noch den rechtlichen Status eines Embryo oder Fetus zu belassen, der eine Tötung aufgrund medizinischer oder embryopathischer Indikation straffrei lässt. Dies soll eine Entscheidung darüber ermöglichen, das Leben des Neugeborenen gegebenenfalls legal zu beenden beziehungsweise nicht zu erhalten (Neonatizid), beispielsweise wenn sich das Elternpaar auch bei einer pränatal diagnostizierten Behinderung für einen Schwangerschaftsabbruch entschieden hätte. 
Zwei Verfechter dieser Meinung sind Peter Singer und der britische Bioethiker John Harris, der ähnlich wie Singer die Ansicht vertritt, dass es im Falle schwerstbehinderter Neugeborener „nicht plausibel ist, von einem moralischen Wandel während der Reise durch den Geburtskanal auszugehen“, wenn eine vorgeburtliche Tötung durch Abtreibung legal gewesen wäre. Diese Ansicht beschränkt die Wirkung der Menschenrechte in einer Art und Weise, wie sie dem westlichen Kulturkreis fremd ist. Nach deutschem Strafrecht läge hier Totschlag oder gar Mord vor. Wenig Beachtung findet von rechtlicher Seite der Schutz der Gesundheit des heranreifenden Ungeborenen im Mutterleib, während von medizinischer Seite eine gewissenhafte Schwangerschaftsvorsorge angeboten und betrieben wird.

## Aus der Geschichte
Das schwerste Neugeborene, von dem jemals berichtet wurde, kam am 19. Januar 1879 als Hausgeburt in Seville im US-Bundesstaat Ohio zur Welt. Anna Bates (1846–1888), die selbst 227 cm groß war, wurde von einem Kind entbunden, das 10,6 Kilogramm schwer und 76 cm (nach anderer Quelle 71 cm) groß war. Es starb jedoch elf Stunden später.